# Nymphula epimochla
Nymphula epimochla là một loài bướm đêm trong họ Crambidae.